# Circonscription autonomique d'Almería
Ne doit pas être confondu avec Circonscription électorale d'Almería.
La circonscription électorale d'Almería est l'une des huit circonscriptions électorales d'Andalousie pour les élections au Parlement d'Andalousie.
Elle correspond géographiquement à la province d'Almería.

## Synthèse
|             |       | 1982 | 1986 | 1990 | 1994 | 1996 | 2000 | 2004 | 2008 | 2012 | 2015 | 2018 | 2022 |  |
| ----------- | ----- | ---- | ---- | ---- | ---- | ---- | ---- | ---- | ---- | ---- | ---- | ---- | ---- |  |
| UCD         |       | 3    |      |      |      |      |      |      |      |      |      |      |      |  |
| AP & alliés |       | 2    | 3    |      |      |      |      |      |      |      |      |      |      |  |
| IULV-CA     |       |      | 1    | 1    | 1    | 1    |      |      |      | 1    |      |      |      |  |
| PSOE-A      |       | 6    | 7    | 7    | 5    | 5    | 5    | 6    | 5    | 4    | 5    | 3    | 3    |  |
| PPA         |       |      |      | 3    | 5    | 5    | 6    | 5    | 7    | 7    | 5    | 4    | 6    |  |
| Podemos     |       |      |      |      |      |      |      |      |      |      | 1    |      |      |  |
| Cs          |       |      |      |      |      |      |      |      |      |      | 1    | 2    |      |  |
| AA          |       |      |      |      |      |      |      |      |      |      |      | 1    |      |  |
| Vox         |       |      |      |      |      |      |      |      |      |      |      | 2    | 3    |  |
|             |       |      |      |      |      |      |      |      |      |      |      |      |      |  |
| Total       | Total | 11   | 11   | 11   | 11   | 11   | 11   | 11   | 12   | 12   | 12   | 12   | 12   |  |

## Résultats détaillés

### 1982
| Parti     | Parti | Députés élus |
| --------- | ----- | --- |
| PSOE-A    |       | Santiago Martínez Cabrejas, César Martín Cuadrado, Manuel Ruiz-Tagle Morales, Pedro Sarmiento Posada, Álvaro Sánchez Nogales, Francisco Jesús Díaz Casimiro |
| UCD       |       | Luis García García, Manuel Rodríguez Martínez, Nicolás Linares Navarro                                                                                      |
| AP-PDP-UL |       | Ángel Gómez Fuentes, Adrián Martínez García |

- Luis García (UCD) est remplacé en novembre 1982 par Juan Esteban Navajas.

### 1986
| Parti     | Parti | Députés élus |
| --------- | ----- | --- |
| PSOE-A    |       | Santiago Martínez Cabrejas, Miguel Manaute Humanes, Antonio García Tripiana, Francisco Díaz Casimiro, Álvaro Sánchez Nogales, César Martín Cuadrado, Conrado Sánchez García |
| AP-PDP-PL |       | Enrique Pedro Arance Soto, José Luis Aguilar Gallart, Vicente Fernández-Capel Baños                                                                                         |
| IU-CA     |       | Salvador Fuentes López |

- Antonio García Tripiana (PSOE-A), mort en fonctions, est remplacé en février 1988 par Antonia Flores García.
- Santiago Martínez (PSOE-A) est remplacé en septembre 1987 par José Manuel Martínez Rastrojo.

### 1990
| Parti   | Parti | Députés élus |
| ------- | ----- | --- |
| PSOE-A  |       | Tomás Azorín Muñoz, José Manuel Martínez Rastrojo, Cristóbal Fernández Fernández, María del Carmen Ortiz Rivas, Luis López Jiménez, Álvaro Sánchez Nogales, Conrado Sánchez García |
| PPA     |       | Enrique Pedro Arance Soto, José Luis Aguilar Gallart, Santiago Pozo Pérez |
| IULV-CA |       | Salvador Fuentes López |

### 1994
| Parti   | Parti | Députés élus |
| ------- | ----- | --- |
| PPA     |       | Enrique Pedro Arance Soto, Fernando Cabezón Ruiz, Juan José Matarí, Estébana Palmero Martínez, Eugenio Gonzálvez                                |
| PSOE-A  |       | Tomás Azorín Muñoz, José Luis García de Arboleya Tornero, María del Carmen Ortiz Rivas, José Manuel Martínez Rastrojo, Joaquín García Fernández |
| IULV-CA |       | José Fermín Román Clemente |

### 1996
| Parti   | Parti | Députés élus |
| ------- | ----- | --- |
| PSOE-A  |       | María del Carmen Ortiz Rivas, José Luis García de Arboleya Tornero, Juan Carlos Pérez Navas, José Manuel Martínez Rastrojo, Francisco Pérez Conchillo |
| PPA     |       | Fernando Cabezón Ruiz, Juan José Matarí, María del Mar Agüero Ruano, Eugenio Gonzálvez, Estébana Palmero Martínez                                     |
| IULV-CA |       | José Fermín Román Clemente |

- Juan José Matarí (PPA) est remplacé en juin 1996 par Julio Vázquez Fernández.
- Fernando Cabezón (PPA) est remplacé en octobre 1998 par María Carmen Crespo Díaz.

### 2000
| Parti  | Parti | Députés élus |
| ------ | ----- | --- |
| PPA    |       | Luis Rogelio Rodríguez-Comendador, Manuel Arqueros Orozco, Eugenio Gonzálvez, María Carmen Crespo Díaz, Carmen Navarro Cruz, Julio Vázquez Fernández |
| PSOE-A |       | Martín Soler Márquez, María del Carmen Ortiz Rivas, Juan Antonio Segura Vizcaíno, Raquel Serón Sánchez, José Luis García de Arboleya Tornero         |

### 2004
| Parti  | Parti | Députés élus |
| ------ | ----- | --- |
| PSOE-A |       | Martín Soler Márquez, Fuensanta Coves, Juan Antonio Segura Vizcaíno, María Dolores Casajust Bonillo, Manuel García Quero, Raquel Serón Sánchez |
| PPA    |       | Luis Rogelio Rodríguez-Comendador, Eugenio Gonzálvez, María Carmen Crespo Díaz, Julio Vázquez Fernández, Aránzazu Martín Moya                  |

### 2008
| Parti  | Parti | Députés élus |
| ------ | ----- | --- |
| PPA    |       | Javier Arenas, María Carmen Crespo Díaz, José Luis Aguilar Gallart, Aránzazu Martín Moya, José Cara González, Rosalía Ángeles Espinosa López, Antonio Torres López |
| PSOE-A |       | Martín Soler Márquez, Fuensanta Coves, Juan Antonio Segura Vizcaíno, María del Pilar Navarro Rodríguez, Manuel García Quero                                        |

- Carmen Crespo (PPA) est remplacée en janvier 2012 par Isabel Belmonte Soler qui ne prend pas possession.

### 2012
| Parti   | Parti | Députés élus |
| ------- | ----- | --- |
| PPA     |       | Javier Arenas, María Rosario Soto Rico, Miguel Ángel Castellón Rubio, Aránzazu Martín Moya, José Cara González, Rosalía Ángeles Espinosa López, José Jesús Gázquez Linares |
| PSOE-A  |       | José Luis Sánchez Teruel, Fuensanta Coves, Manuel Recio Menéndez, Adela Segura Martínez                                                                                    |
| IULV-CA |       | Rosalía Martín Escobar |

- José Cara (PPA) est remplacé en novembre 2014 par María Isabel Sánchez Torregrosa.

### 2015
| Parti      | Parti | Députés élus |
| ---------- | ----- | --- |
| PPA        |       | María del Carmen Crespo Díaz, Pablo José Venzal Contreras, Rosalía Ángeles Espinosa López, Javier Arenas, Aránzazu Martín Moya |
| PSOE-A     |       | José Luis Sánchez Teruel, Noemí Cruz Martínez, Rodrigo Sánchez Haro, Adela Segura Martínez, José María Martín Fernández        |
| Ciudadanos |       | Marta Bosquet |
| Podemos    |       | Lucía Ayala Asensio |

- José María Martín (PSOE) est remplacé en janvier 2016 par Caridad López Martínez.
- Javier Arenas (PPA) est remplacé en février 2016 par Amós García Hueso.

### 2018
| Parti      | Parti | Députés élus |
| ---------- | ----- | --- |
| PPA        |       | María Isabel Sánchez Torregrosa, Pablo José Venzal Contreras, María Carmen Crespo Díaz, Ramón Herrera De Las Heras |
| PSOE-A     |       | José Luis Sánchez Teruel, Noemí Cruz Martínez, Rodrigo Sánchez Haro                                                |
| Vox        |       | Luz Belinda Rodríguez Fernández, Rodrigo Alonso Fernández                                                          |
| Ciudadanos |       | Marta Bosquet, Andrés Ramón Samper Rueda                                                                           |
| AA         |       | Diego Crespo García                                                                                                |

- Maribel Torregrosa (PPA) est remplacée en février 2019 par Rosalía Ángeles Espinosa López.
- Andrés Samper (Cs) est remplacé en octobre 2019 par Mercedes María López Romero.

### 2022
| Parti  | Parti | Députés élus |
| ------ | ----- | --- |
| PPA    |       | María Carmen Crespo Díaz, Pablo José Venzal Contreras, María Isabel Sánchez Torregrosa, Manuel Guzmán de la Roza, Julia Ibáñez Martínez, Juan José Salvador Giménez |
| PSOE-A |       | Juan Antonio Lorenzo Cazorla, María del Pilar Navarro Rodríguez, José Luis Sánchez Teruel                                                                           |
| Vox    |       | Rodrigo Javier Alonso Fernández, María Mercedes Rodríguez Tamayo, Juan José Bosquet Arias                                                                           |

- Maribel Torregrosa (PPA) est remplacée le 26 juillet 2023 par Ángeles Martínez Martínez.
- Juan Antonio Lorenzo (PSOE-A) démissionne en novembre 2023.